# 克拉克代爾 (喬治亞州)
克拉克代爾（英語：Clarkdale）是位於美國喬治亞州科布縣的一個非建制地區。該地的面積和人口皆未知。

## 地理
克拉克代爾的座標為33°49′51″N 84°38′59″W / 33.83083°N 84.64972°W，而該地的平均海拔高度為291米（即955英尺）。